# Westport, Oregon
Westport là một cộng đồng chưa hợp nhất nằm bên sông Columbia trong Quận Clatsop, tiểu bang Oregon, Hoa Kỳ. Westport được nối với Cathlamet, Washington ngang bên sông bằng Phà Quận Wahkiakum đến Đảo Puget. Quốc lộ Hoa Kỳ 30 chạy ngang qua cộng đồng này đến Astoria về phía tây và Clatskanie về phía đông.
Theo sách Các địa danh Oregon, Westport được đặt theo tên của "Thuyền trưởng" John West, một người thợ làm cối xay và lâm nghiệp định cư trong khu vực này vào đầu thập niên 1850. West là một người bản xứ Scotland, di cư đến Canada lúc còn trẻ. Ông làm việc trong 1 hãng cưa gỗ trên sông St. Lawrence và rồi đến Oregon qua ngã California trong thời kỳ cơn sốt vàng năm 1849. West vận hành một nhà máy cưa và một cơ sở đóng hộp cá hồi trong cộng đồng. Bưu điện Westport được thành lập vào năm 1863, và West là bưu điện trưởng đầu tiên của bưu điện này. Sau này ông có phục vụ trong nghị viện Oregon.